# Колвилл, Чарльз, 1-й виконт Колвилл Калросский
Чарльз Джон Колвилл, 1-й виконт Колвилл из Калросса (англ. Charles John Colville, 1st Viscount Colville of Culross; 23 ноября 1818 — 1 июля 1903) — британский дворянин, консервативный политик и придворный. Он был известен как лорд Колвилл из Калросса с 1849 по 1902 год.

## Происхождение и образование
Родился 23 ноября 1818 года. Старший сын генерала достопочтенного сэра Чарльза Колвилла (1770—1843) и внук Джона Колвилла, 8-го лорда Колвилла из Калросса (1725—1811). Он получил образование в школе Харроу.

## Карьера
Чарльз Колвилл служил капитаном в 11-м гусарском полку.
22 октября 1849 года после смерти своего дяди, Джона Колвилла, 9-го лорда Колвилла из Калросса (1768—1849), он унаследовал титул 10-го лорда Колвилла из Калросса и был избран шотландским пэром-представителем в Палату лордов в 1851 году. Занимал должности главного конюшего и маршала клерков в правительстве графа Дерби (февраль-декабрь 1852, 1858 —1859) и мастера гончих в правительстве Бенджамина Дизраэли в 1866—1868 годах .
В 1866 году Чарльз Колвилл стал членом Тайного совета Великобритании. Позднее он был лордом-камергером принцессы Уэльской (1873 —1901) и королевы Александры (1901 —1903).
Чарльз Колвилл также был председателем Great Northern Railway Company с 1872 по 1895 год, директором Central London Railway при ее открытии в 1900 году и президентом Почётной артиллерийской роты. Он был произведен в рыцари Ордена Чертополоха в 1874 году и получил титул барона Колвилла из Калросса в графстве Пертшир 31 декабря 1885 года . 15 июля 1902 года он был сделан виконтом Колвиллом из Калросса в графстве Пертшир.

## Семья
7 октября 1885 года лорд Колвилл из Калросса женился на достопочтенной Сесиль Кэтрин Мэри Каррингтон (? — 2 августа 1907), старшей дочери Роберта Каррингтона, 2-го барона Каррингтона и достопочтенной Элизабет Кэтрин Уэлд Форестер.
- Достопочтенная Бланш Сесиль Колвилл (? — 3 апреля 1940), в 1890 году она вышла замуж за контр-адмирала Ричарда Фредерика Бриттена (1843—1910).
- Чарльз Роберт Уильям Колвилл, 2-й виконт Колвилл из Калросса (26 апреля 1854 — 25 марта 1928), старший сын и преемник отца.
- Адмирал Достопочтенный сэр Стэнли Сесил Джеймс Колвилл (21 февраля 1861 — 9 апреля 1939)
- Достопочтенный Джордж Чарльз Колвилл (22 февраля 1867 — 19 сентября 1943).

Лорд Колвилл из Калросса скончался в июле 1903 года в возрасте 84 лет, и ему наследовал его старший сын Чарльз.